# Padre Burgos (Quezon)
Padre Burgos ist eine philippinische Stadtgemeinde in der Provinz Quezon, in der Verwaltungsregion IV, Calabarzon. Sie hat 22.460 Einwohner (Zensus 1. August 2015), die in 22 Barangays lebten. Sie wird als Gemeinde der vierten Einkommensklasse auf den Philippinen eingestuft. Die Gemeinde wurde nach dem philippinischen Nationalhelden Jose Burgos benannt.
Padre Burgos liegt im Norden der Bucht von Tayabas, an deren Küste liegen ausgedehnte Mangrovenwälder. Ihre Nachbargemeinden sind Atimonan im Norden, Agdangan im Südosten, Pagbilao im Nordwesten. Die Topographie der Stadt ist gekennzeichnet durch Flachländer, sanfthügelige und gebirgige Landschaften. Teile des Quezon-Nationalparks liegen auf dem Gebiet der Gemeinde. 
Padre Burgos wird über den Maharlika Highway mit der Bicol-Region und der Hauptstadtregion Metro Manila verbunden. 

## Baranggays
| - Cabuyao Norte - Cabuyao Sur - Danlagan - Duhat - Hinguiwin - Kinagunan Ibaba - Kinagunan Ilaya - Lipata - Marao - Marquez - Burgos (Pob.) | - Campo (Pob.) - Basiao (Pob.) - Punta (Pob.) - Rizal - San Isidro - San Vicente - Sipa - Tulay Buhangin - Villapaz - Walay - Yawe |